# Domingo Bárcenas
Domingo Bárcenas González, Txomin Bárcenas, (Salamanca, 18 de marzo de 1927 - Cercedilla, 15 de marzo de 2000) fue un baloncestista y balonmanista español.
Sus inicios en el deporte de élite fueron en baloncesto y en béisbol, en ambos fue jugador internacional.
Falleció el 15 de marzo de 2000,a los 72 años.

## Baloncesto
Participó en el primer MundoBasket en 1950 disputado en Buenos Aires. Ese mismo año se sacó el título de entrenador siendo el número 1 de la promoción. Fue jugador del Real Madrid (1950 - 1952)

## Balonmano
Pero en donde realmente destacó fue en el balonmano. Jugador y entrenador español de balonmano de los años 60. Jugó siempre el club Atlético de Madrid y entrenó al Atlético de Madrid, CD Cajamadrid y la Selección de balonmano de España. 
El balonmano español tuvo su primer gran triunfo en 1979 al vencer en la final del Campeonato del Mundo B de 1979 disputado en Barcelona. Un año después disputó los Juegos Olímpicos de Moscú quedando en 5º lugar.
Fue presidente de la Real Federación Española de Balonmano.

## Trofeo Memorial Domingo Bárcenas
El Torneo Internacional de España de balonmano en su modalidad masculina se celebra desde el año 2000 con el nombre de Memorial Domingo Bárcenas, en homenaje al jugador. Es un campeonato de selecciones nacionales que se celebra en el mes de enero cada vez en una ciudad diferente.

## Libros
Escribió varios libros sobre técnicas de entrenamiento en el balonmano, entre ellos los siguientes:
- Balomnano: Técnica y metodología: junto libro junto con otro mítico del balonmano español, Juan de Dios Román.[4] ISBN 9788485945689
- Balonmano: Curso de especialización ISBN 9788425700934